# Ruta dels emperadors romans

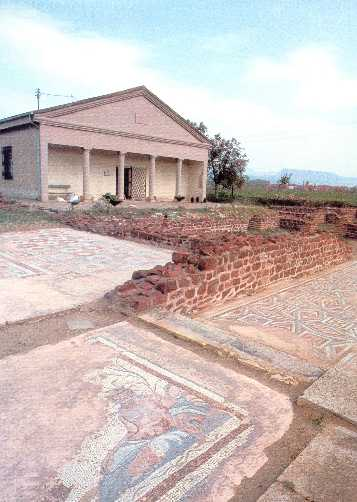
Mediana (la moderna Niš), ciutat natal de l'emperador Constantí, un dels llocs de la ruta

La Ruta dels emperadors romans (llatí: Itinerarium Romanum Serbiae; serbi: Путевима римских императора) és un projecte arqueològic serbi, que abasta 600 km amb antics llocs romans, entre els quals destaquen ciutats notables, propietats i llocs de naixement d'alguns emperadors romans a Sèrbia. El nom del projecte prové del fet que 17 emperadors romans nasqueren dins les fronteres actuals de Sèrbia, el segon estat després d'Itàlia amb més emperadors oriünds. Els llocs inclouen ciutats romanes importants com Sírmium, Felix Romuliana (Patrimoni Mundial de la UNESCO) i Nis. El projecte es considera un dels més grans projectes arqueològics de Sèrbia, i la seua junta directiva està guiada i finançada pel Ministeri d'Economia i Desenvolupament Regional i el Ministeri de Cultura.

## Llocs
|  |

|  |

|  |

|  |

|  |